# Бальш
Бальш (кат. Valls) — місто, розташоване в Автономній області Каталонія в Іспанії.
Знаходиться у районі (кумарці) Ал Камп провінції Таррагона, згідно з новою адміністративною реформою перебуватиме у складі баґарії Камп да Таррагона.

## Населення
Населення міста (у 2007 р.) становить 23 948 осіб (з них менше 14 років — 15,5 %, від 15 до 64 — 68,4 %, понад 65 років — 16,1 %). У 2006 р. народжуваність склала 269 осіб, смертність — 205 осіб, приріст населення склав 110 осіб. У 2001 р. активне населення становило 9.843 осіб, з них безробітних — 775 осіб. 
Серед осіб, які проживали на території міста у 2001 р., 14.825 осіб народилися в Каталонії (з них
7.746 осіб у тому самому районі, або кумарці), 4.705 осіб приїхало з інших областей Іспанії, а 702 осіб приїхало з-за кордону. 
Університетську освіту має 9,8 % усього населення.
У 2001 р. нараховувалося 7.044 домогосподарств (з них 18,5 % складалися з однієї особи, 26,1 % з двох осіб,
22,7 % з 3 осіб, 23 % з 4 осіб, 6,9 % з 5 осіб, 2 % з 6 осіб, 0,5 % з 7 осіб, 0,3 % з 8 осіб і 0,1 % з 9 і більше осіб).
Активне населення міста у 2001 р. працювало у таких сферах діяльності: у сільському господорстві — 2,6 %, у промисловості — 37,5 %, на будівництві — 10,3 % і у сфері обслуговування — 49,6 %.
У муніципалітеті або у власному районі (кумарці) працює 9.489 осіб, поза районом — 2.682 осіб.

### Доходи населення
У 2002 р. доходи населення розподілялися таким чином:
| \| Доходи населення за статтями доходів \| Доходи населення за статтями доходів \| Доходи населення за статтями доходів \| \| Рік \| 2002 р. \| 2001 р. \| \| ------------------------------------ \| ------------------------------------ \| ------------------------------------ \| \| Заробітна платня \| 59,3 % \| 60,1 % \| \| Доходи від ведення бізнесу \| 27,9 % \| 26,9 % \| \| Соціальна допомога \| 12,8 % \| 13,0 % \| |         |         |
| Доходи населення за статтями доходів |         |         |
| Рік | 2002 р. | 2001 р. |
| Заробітна платня | 59,3 %  | 60,1 %  |
| Доходи від ведення бізнесу | 27,9 %  | 26,9 %  |
| Соціальна допомога | 12,8 %  | 13,0 %  |

### Безробіття
У 2007 р. нараховувалося 974 безробітних (у 2006 р. — 951 безробітних), з них чоловіки становили 38 %, а жінки — 62 %.

## Економіка
У 1996 р. валовий внутрішній продукт розподілявся по сферах діяльності таким чином:
| \| Валовий внутрішній продукт \| Валовий внутрішній продукт \| Валовий внутрішній продукт \| \| Рік \| 1996 р. \| 1991 р. \| \| -------------------------- \| -------------------------- \| -------------------------- \| \| Сільське господарство \| 1,4 % \| 1,7 % \| \| Промисловість \| 43,3 % \| 48,1 % \| \| Будівництво \| 6,9 % \| 8,4 % \| \| Послуги \| 48,4 % \| 41,7 % \| |         |         |
| Валовий внутрішній продукт |         |         |
| Рік | 1996 р. | 1991 р. |
| Сільське господарство | 1,4 %   | 1,7 %   |
| Промисловість | 43,3 %  | 48,1 %  |
| Будівництво | 6,9 %   | 8,4 %   |
| Послуги | 48,4 %  | 41,7 %  |

### Підприємства міста
Промислові підприємства.
| \| Промислові підприємства міста, за сферою діяльності \| Промислові підприємства міста, за сферою діяльності \| Промислові підприємства міста, за сферою діяльності \| \| Рік \| 2002 р. \| 2001 р. \| \| --------------------------------------------------- \| --------------------------------------------------- \| --------------------------------------------------- \| \| Енергетичні та водні ресурси \| 1,4 % \| 0,8 % \| \| Хімія та метали \| 12,0 % \| 10,4 % \| \| Переробка металів \| 39,2 % \| 40,6 % \| \| Продукти харчування \| 10,1 % \| 8,4 % \| \| Текстиль \| 6,9 % \| 8,8 % \| \| Виробництво меблів, видання \| 24,4 % \| 23,7 % \| \| Інше \| 6,0 % \| 7,2 % \| \| Усього підприємств \| 217 \| 249 \| |         |         |
| Промислові підприємства міста, за сферою діяльності |         |         |
| Рік | 2002 р. | 2001 р. |
| Енергетичні та водні ресурси | 1,4 %   | 0,8 %   |
| Хімія та метали | 12,0 %  | 10,4 %  |
| Переробка металів | 39,2 %  | 40,6 %  |
| Продукти харчування | 10,1 %  | 8,4 %   |
| Текстиль | 6,9 %   | 8,8 %   |
| Виробництво меблів, видання | 24,4 %  | 23,7 %  |
| Інше | 6,0 %   | 7,2 %   |
| Усього підприємств | 217     | 249     |

Роздрібна торгівля.
| \| Підприємства роздрібної торгівлі міста, за сферою діяльності \| Підприємства роздрібної торгівлі міста, за сферою діяльності \| Підприємства роздрібної торгівлі міста, за сферою діяльності \| \| Рік \| 2002 р. \| 2001 р. \| \| ------------------------------------------------------------ \| ------------------------------------------------------------ \| ------------------------------------------------------------ \| \| Продукти харчування \| 32,1 % \| 32,9 % \| \| Одяг та взуття \| 22,9 % \| 20,8 % \| \| Товари для дому \| 13,7 % \| 13,1 % \| \| Книги та періодичні видання \| 2,6 % \| 3,1 % \| \| Промислова хімічна продукція \| 8,2 % \| 8,0 % \| \| Продукція, пов'язана з транспортними засобами \| 3,4 % \| 3,1 % \| \| Інше \| 17,1 % \| 18,9 % \| \| Усього підприємств \| 380 \| 413 \| |         |         |
| Підприємства роздрібної торгівлі міста, за сферою діяльності |         |         |
| Рік | 2002 р. | 2001 р. |
| Продукти харчування | 32,1 %  | 32,9 %  |
| Одяг та взуття | 22,9 %  | 20,8 %  |
| Товари для дому | 13,7 %  | 13,1 %  |
| Книги та періодичні видання | 2,6 %   | 3,1 %   |
| Промислова хімічна продукція | 8,2 %   | 8,0 %   |
| Продукція, пов'язана з транспортними засобами | 3,4 %   | 3,1 %   |
| Інше | 17,1 %  | 18,9 %  |
| Усього підприємств | 380     | 413     |

Сфера послуг.
| \| Підприємства міста, що працюють у сфері послуг, за діяльністю \| Підприємства міста, що працюють у сфері послуг, за діяльністю \| Підприємства міста, що працюють у сфері послуг, за діяльністю \| \| Рік \| 2002 р. \| 2001 р. \| \| ------------------------------------------------------------- \| ------------------------------------------------------------- \| ------------------------------------------------------------- \| \| Гуртова торгівля \| 13,9 % \| 14,2 % \| \| Готелі та готельний бізнес \| 15,9 % \| 15,6 % \| \| Транспорт та зв'язок \| 16,2 % \| 17,4 % \| \| Посередницькі фінансові послуги \| 4,0 % \| 4,2 % \| \| Послуги підприємствам \| 8,6 % \| 7,9 % \| \| Послуги фізичним особам \| 32,0 % \| 31,8 % \| \| Нерухомість та ін. \| 9,4 % \| 8,8 % \| \| Усього підприємств \| 747 \| 730 \| |         |         |
| Підприємства міста, що працюють у сфері послуг, за діяльністю |         |         |
| Рік | 2002 р. | 2001 р. |
| Гуртова торгівля | 13,9 %  | 14,2 %  |
| Готелі та готельний бізнес | 15,9 %  | 15,6 %  |
| Транспорт та зв'язок | 16,2 %  | 17,4 %  |
| Посередницькі фінансові послуги | 4,0 %   | 4,2 %   |
| Послуги підприємствам | 8,6 %   | 7,9 %   |
| Послуги фізичним особам | 32,0 %  | 31,8 %  |
| Нерухомість та ін. | 9,4 %   | 8,8 %   |
| Усього підприємств | 747     | 730     |

## Житловий фонд
У 2001 р. 6,4 % усіх родин (домогосподарств) мали житло метражем до 59 м², 28,2 % — від 60 до 89 м², 44,4 % — від 90 до 119 м² і 21 % — понад 120 м².
З усіх будівель у 2001 р. 34,6 % було одноповерховими, 39,9 % — двоповерховими, 13,9 % — триповерховими, 5 % — чотириповерховими, 3,9 % — п'ятиповерховими, 1 % — шестиповерховими,
0,6 % — семиповерховими, 1,2 % — з вісьмома та більше поверхами.

## Автопарк
| \| Автомобілі, зареєстровані у місті, за призначенням \| Автомобілі, зареєстровані у місті, за призначенням \| Автомобілі, зареєстровані у місті, за призначенням \| \| Рік \| 2006 р. \| 2005 р. \| \| -------------------------------------------------- \| -------------------------------------------------- \| -------------------------------------------------- \| \| Приватні автомобілі \| 70,3 % \| 70,7 % \| \| Мотоцикли \| 7,3 % \| 6,7 % \| \| Вантажівки \| 17,8 % \| 18,1 % \| \| Трактори \| 1,0 % \| 1,0 % \| \| Автобуси та ін. \| 3,6 % \| 3,5 % \| \| Усього автомобілів \| 16.155 шт. \| 15.809 шт. \| |            |            |
| Автомобілі, зареєстровані у місті, за призначенням |            |            |
| Рік | 2006 р.    | 2005 р.    |
| Приватні автомобілі | 70,3 %     | 70,7 %     |
| Мотоцикли | 7,3 %      | 6,7 %      |
| Вантажівки | 17,8 %     | 18,1 %     |
| Трактори | 1,0 %      | 1,0 %      |
| Автобуси та ін. | 3,6 %      | 3,5 %      |
| Усього автомобілів | 16.155 шт. | 15.809 шт. |

## Вживання каталанської мови
У 2001 р. каталанську мову у місті розуміли 96,6 % усього населення (у 1996 р. — 97,8 %), вміли говорити нею 83,9 % (у 1996 р. — 85,1 %), вміли читати 82 % (у 1996 р. — 83,1 %), вміли писати 60,5 % (у 1996 р. — 58,7 %). Не розуміли каталанської мови 3,4 %.

## Політичні уподобання
У виборах до Парламенту Каталонії у 2006 р. взяло участь 9.284 осіб (у 2003 р. — 10.711 осіб). Голоси за політичні сили розподілилися таким чином:
| \| Вибори до Парламенту Каталонії \| Вибори до Парламенту Каталонії \| Вибори до Парламенту Каталонії \| \| Рік \| 2006 р. \| 2003 р. \| \| -------------------------------------- \| ------------------------------ \| ------------------------------ \| \| Конвергенція та Єднання (CiU) \| 36,8 % \| 41,4 % \| \| Соціалістична партія Каталонії (PSC) \| 25,4 % \| 25,4 % \| \| Народна партія (PP) \| 7,7 % \| 7,9 % \| \| Ініціатива за зелену Каталонію (IC) \| 6 % \| 4,1 % \| \| Республіканська лівиця Каталонії (ERC) \| 21,1 % \| 20,2 % \| \| Громадянська партія (C's) \| 1,2 % \| 0,0 % \| \| Інші \| 1,8 % \| 0,9 % \| |         |         |
| Вибори до Парламенту Каталонії |         |         |
| Рік | 2006 р. | 2003 р. |
| Конвергенція та Єднання (CiU) | 36,8 %  | 41,4 %  |
| Соціалістична партія Каталонії (PSC) | 25,4 %  | 25,4 %  |
| Народна партія (PP) | 7,7 %   | 7,9 %   |
| Ініціатива за зелену Каталонію (IC) | 6 %     | 4,1 %   |
| Республіканська лівиця Каталонії (ERC) | 21,1 %  | 20,2 %  |
| Громадянська партія (C's) | 1,2 %   | 0,0 %   |
| Інші | 1,8 %   | 0,9 %   |

У муніципальних виборах у 2007 р. взяло участь 9.992 осіб (у 2003 р. — 10.744 осіб). Голоси за політичні сили розподілилися таким чином:
| \| Муніципальні вибори \| Муніципальні вибори \| Муніципальні вибори \| \| Рік \| 2007 р. \| 2003 р. \| \| -------------------------------------- \| ------------------- \| ------------------- \| \| Конвергенція та Єднання (CiU) \| 43,2 % \| 38,2 % \| \| Соціалістична партія Каталонії (PSC) \| 28,0 % \| 34,4 % \| \| Народна партія (PP) \| 5,4 % \| 6,9 % \| \| Ініціатива за зелену Каталонію (IC) \| 2,7 % \| 2,2 % \| \| Республіканська лівиця Каталонії (ERC) \| 11,7 % \| 12,3 % \| \| Громадянська партія (C's) \| 0,0 % \| 0,0 % \| \| Інші \| 9,1 % \| 6,0 % \| |         |         |
| Муніципальні вибори |         |         |
| Рік | 2007 р. | 2003 р. |
| Конвергенція та Єднання (CiU) | 43,2 %  | 38,2 %  |
| Соціалістична партія Каталонії (PSC) | 28,0 %  | 34,4 %  |
| Народна партія (PP) | 5,4 %   | 6,9 %   |
| Ініціатива за зелену Каталонію (IC) | 2,7 %   | 2,2 %   |
| Республіканська лівиця Каталонії (ERC) | 11,7 %  | 12,3 %  |
| Громадянська партія (C's) | 0,0 %   | 0,0 %   |
| Інші | 9,1 %   | 6,0 %   |